# Jagdstaffel 9

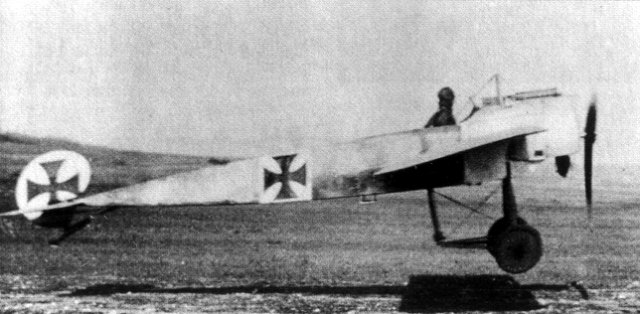
Fokker E.III jeden z samolotów, na których latała Jasta 9.

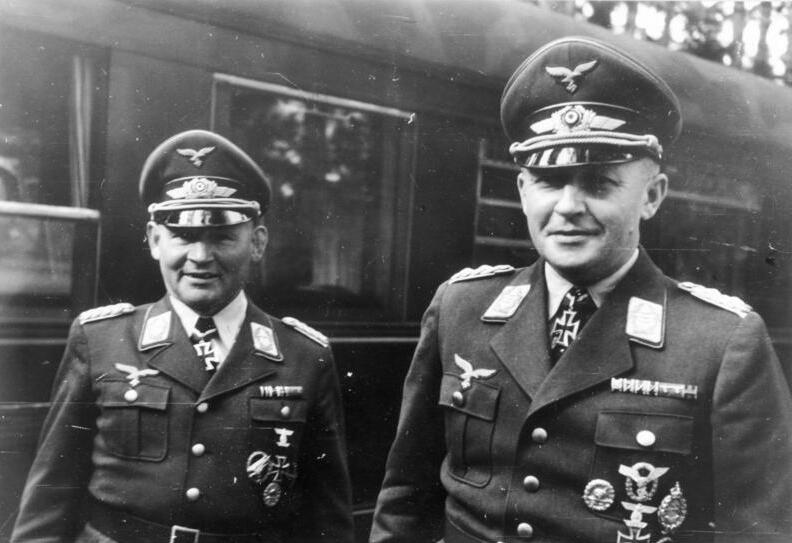
Kurt Student (z prawej) – zdjęcie późniejsze

Jagdstaffel 9 – Königlich Preußische Jagdstaffel Nr. 9 – Jasta 9 jednostka lotnictwa niemieckiego Luftstreitkräfte z okresu I wojny światowej.

## Informacje ogólne
Jednostka została utworzona w Leffincourt w czerwcu 1916 roku, jako jedna z pierwszych dwunastu eskadr w pierwszym etapie reorganizacji lotnictwa. Organizację eskadry powierzono porucznikowi Kurtowi Student z FFA 17 działającej na froncie wschodnim. Została zmobilizowana w dniu 5 października 1916 roku. W całym okresie swojej działalności operowała na froncie zachodnim. Eskadra walczyła na samolotach Fokker E.III, Fokker E.IV, Albatros D.II, Fokker D.VII.
Jasta 9 w całym okresie wojny odniosła 107 zwycięstw. W okresie od października 1916 do listopada 1918 roku jej straty wynosiły 13 zabitych w walce, 6 rannych oraz 5 zabitych w wypadkach.
Łącznie przez jej personel przeszło 10 asów myśliwskich:
Walter Blume (22), Hartmuth Baldamus (13), Fritz Pütter (10), Erich Thomas (8), Hermann Pfeiffer (7) Henrich Kroll (5) Otto von Breiten-Landenberg (4), Karl Strünkelnberg (4), Kurt Student (3), Franz Büchner, Willi Rosenstein.

## Dowódcy Eskadry
| Stopień   | Nazwisko     | Okres                   |
| --------- | ------------ | ----------------------- |
| Porucznik | Kurt Student | 05.10.1916 – 14.03.1918 |
| Porucznik | Walter Blume | 14.03.1918 – 11.11.1918 |